# Homecoming (Nazareth)
Homecoming è un album dal vivo del gruppo rock scozzese Nazareth, pubblicato nel 2002.

## Tracce
1. When the Lights Come Down (Billy Rankin, Dan McCafferty, Pete Agnew, Darrell Sweet, Ronnie Leahy) – 3:12
2. Razamanaz (Manny Charlton, McCafferty, Agnew, Sweet) – 4:45
3. Miss Misery (interpolating "Please don't Judas Me") (Charlton, McCafferty, Agnew, Sweet) – 7:05
4. Holiday (Charlton, McCafferty, Agnew, Sweet) – 3:34
5. Dream On (Charlton, McCafferty, Agnew, Sweet) – 4:09
6. Simple Solution (Zal Cleminson) – 4:26
7. My White Bicycle (Ken Burgess, Kenyon Hopkins) – 3:16
8. Walk by Yourself (Charlton, McCafferty, Agnew, Sweet) – 4:37
9. Bad Bad Boy (Charlton, McCafferty, Agnew, Sweet) – 3:56
10. Heart's Grown Cold (Zal Cleminson) – 5:09
11. Broken Down Angel (Charlton, McCafferty, Agnew, Sweet) – 4:40
12. Whiskey Drinkin Woman (Charlton, McCafferty, Agnew, Sweet) – 4:41
13. Hair of the Dog (Charlton, McCafferty, Agnew, Sweet) – 6:17
14. This Flight Tonight (Joni Mitchell) – 3:38
15. Beggars Day (Nils Lofgren) – 3:51
16. Love Hurts (Boudleaux Bryant) – 4:37

## Formazione
- Dan McCafferty - voce
- Jimmy Murrison - chitarre, cori
- Pete Agnew - basso, cori
- Ronnie Leahy - tastiere
- Lee Agnew - batteria